# Herina frondescentiae
Herina frondescentiae is een vliegensoort uit de familie van de prachtvliegen (Ulidiidae). De wetenschappelijke naam is gepubliceerd in 1758 door Linnaeus in de tiende editie van Systema naturae.